# SV Trier 05
SV Trier 05 was een Duitse voetbalclub uit Trier.

## Geschiedenis
De club werd in 1905 opgericht als Trierer FC 05 en nam in 1911 de naam SV Trier 05 aan. De club speelde voor het eerst in de hoogste klasse in 1919 bij de oprichting van de Saarcompetitie, waar de club achtereenvolgens vijfde en vierde eindigde. In 1921 voerde de Zuid-Duitse voetbalbond de Rijnhessen-Saarcompetitie in, die aanvankelijk uit vier reeksen bestond, maar over twee seizoenen teruggebracht werd naar twee reeksen. De club werd nu tweede achter SC Saar 05 Saarbrücken en het volgende jaar vierde waardoor beide schiftingen overleefd werden. Met nog maar één reeks werd de concurrentie steeds zwaarder en in 1924/25 volgde een degradatie. Na de herinvoering van de Saarcompetitie mocht de club terug in de hoogste klasse aantreden, maar eindigde voorlaatste, net boven stadsrivaal SV Eintracht 06 Trier en degradeerde.
In 1930 fuseerde de club met FV Kürenz en Polizei SV Trier om zo SV Westmark 05 te vormen. De club promoveerde in 1931 weer naar de hoogste klasse, maar werd daar laatste. In 1933 kwam de NSDAP aan de macht in Duitsland en de hele competitie werd geherstructureerd. De Zuid-Duitse voetbalbond werd ontbonden en de Gauliga werd ingevoerd. Trier werd in de Gauliga Mittelrhein ingedeeld en speelde niet langer tegen de clubs uit het verleden, maar voornamelijk tegen clubs uit Keulen en Bonn. Westmark Trier was een van de weinige clubs in Duitsland die als tweedeklasser uit het voorgaande seizoen in de Gauliga opgenomen werd. In het eerste seizoen eindigde de club op een mooie zesde plaats en werd in 1934/35 zelfs gedeeld derde samen met grote club SpVgg Sülz 07. Het volgende seizoen degradeerde de club echter. Westmark werd drie jaar op rij kampioen in de Bezirksklasse, maar kon geen promotie afdwingen naar de Gauliga.
In 1943/44 ging de club een tijdelijke fusie aan met SV Eintracht 06, dat in de Gauliga speelde om zo een volwaardig team te kunnen opstellen. De club trad aan als KSG Eintracht/Westmark Trier, maar de gebundelde krachten leverden een laatste plaats op. Na de Tweede Wereldoorlog werden alle Duitse clubs ontbonden. De club werd later heropgericht en nam terug de oorspronkelijke naam SV Trier 05 aan.
In 1948 fuseerde de club met SV Eintracht 06 en werd zo SV Eintracht Trier 05.